# 鄭曉東
鄭曉東（1983年6月30日—），漢族，山東龍口人，畢業于中央戲劇學院表演是，曾在電視劇 《青春拋物線》飾楚天、2010年《新萍蹤俠影》（即第三版）飾演周山民等演好多部電影和電視劇，給人留下了難以忘懷的記憶。

## 電視劇作品
- 《青春拋物線》飾：楚天
- 《中國故事》
- 《出軌》飾：韓冬
- 2005年《八大豪俠》飾：風一陣
- 2006年《紐約人在北京》飾：來雙喜
- 《A計畫》飾：紅豆糕
- 《十大奇冤》飾：徐來風
- 《仁者黃飛鴻》飾：梁寬
- 2010年《天地姻緣七仙女》/《歡天喜地七仙女2》飾：董永
- 2010年《新萍蹤俠影》（即第三版）飾：周山民
- 2010年《怪俠一枝梅》飾：梁日
- 2010年《給你生命給我愛》飾：華越
- 2011年《大唐雙龍傳之長生訣》飾：宋師道
- 2015年《深宅雪》
- 2017年《龙凤店传奇》(網絡劇)
- 2018年《花落宮廷錯流年》飾：雍正帝
- 2018年《延禧攻略》飾：高恆 (清朝)（高斌之子，高貴妃之兄，劇內稱：小高大人。）

## 電影
- 《大內密探靈靈狗》(2010)，客串袁若男（劉洋飾）的學長鐵錚　　合作者：古天樂 大S 樊少皇　　導演：王晶
- 《財神客棧》(2010)，飾：神眼朱三　　合作者：謝霆鋒 張家輝 蔡卓妍 何家勁 佟大為 黃奕 劉洋　　　導演：王晶

## 話劇
- 《錯中錯》
- 《靈魂拒葬》

## 廣告代言
- 中國聯通綵信業務
- 中國電信
- 太子龍服飾